# Arsen Fadzaev
Arsen Fadzaev (em russo: Арсен Сулейманович Фадзаев; Chikola, 15 de setembro de 1962) é um lutador de estilo-livre soviético-uzbeque, campeão olímpico.

## Carreira
Fadzaev competiu nos Jogos Olímpicos de Verão de 1988 em Seul, onde recebeu uma medalha de ouro na categoria de peso leve na luta livre. Ele repetiu o mesmo feito e se tornou bicampeão olímpico na edição de 1992 em Barcelona. Com o fim da União Soviética, competiu pelo Uzbequistão nos Jogos Olímpicos de Verão de 1996 em Atlanta, onde terminou em décimo terceiro lugar.